# جون ديجينكولب
جون ديجينكولب (بالألمانية: John Degenkolb) مواليد 7 يناير 1989 في غيرا، ألمانيا الشرقية، هو دراج ألماني في صنف سباق الدراجات على الطريق. شارك في دورة الألعاب الأولمبية الصيفية.

## سجل النتائج

### سباقات أو مراحل فاز بها
| التاريخ        | السباق                                                        | المركز                                                                  |
| -------------- | ------------------------------------------------------------- | ----------------------------------------------------------------------- |
| 01 يناير 2007  | 2007 UCI Road World Championships – Junior men's time trial   |                                                                         |
| 01 يناير 2008  | سباق الطريق لأقل من سنة في بطولة العالم 2008                  |                                                                         |
| 19 أبريل 2008  | زي إل إم تور 2008                                             |                                                                         |
| 18 أبريل 2009  | زي إل إم تور 2009                                             |                                                                         |
| 01 يناير 2010  | سباق الطريق لأقل من 23 سنة في بطولة العالم 2010               |                                                                         |
| 14 أبريل 2010  | Côte picarde 2010                                             |                                                                         |
| 12 سبتمبر 2010 | تور دي أفينير 2010                                            | الأول في تصنيف النقاط                                                   |
| 07 فبراير 2011 | 2011 Trofeo Cala Millor                                       |                                                                         |
| 26 فبراير 2011 | طواف نيوشبلاد 2011                                            | المرتبة 12 في التصنيف العام                                             |
| 10 أبريل 2011  | سباق باريس روبيه 2011                                         | المرتبة 19 في التصنيف العام                                             |
| 01 مايو 2011   | إشبورن-فرانكفورت 2011                                         | الفائز في التصنيف العام                                                 |
| 03 أكتوبر 2011 | طواف مونستر 2011                                              |                                                                         |
| 01 يناير 2012  | طواف أوروبا للدراجات 2012                                     | الفائز في التصنيف العام                                                 |
| 01 يناير 2012  | بينشي-شيمي-بينشي 2012                                         |                                                                         |
| 08 مايو 2012   | أربعة أيام من دونكيرك 2012                                    | الأول في تصنيف أفضل شاب، الأول في تصنيف النقاط، الثالث في التصنيف العام |
| 13 مايو 2012   | تور دي بيكاردي 2012                                           | الفائز في التصنيف العام                                                 |
| 16 سبتمبر 2012 | جراند بريكس دي إسبيرجوس 2012                                  | الفائز في التصنيف العام                                                 |
| 25 أغسطس 2013  | طواف فاتينفول 2013                                            | الفائز في التصنيف العام                                                 |
| 07 سبتمبر 2013 | دراجات بروكسل الكلاسيكية 2013                                 |                                                                         |
| 22 سبتمبر 2013 | جراند بريكس دي إسبيرجوس 2013                                  |                                                                         |
| 06 أكتوبر 2013 | سباق يوروميتروبول 2013                                        |                                                                         |
| 10 أكتوبر 2013 | باريس بورج 2013                                               | الفائز في التصنيف العام                                                 |
| 13 أكتوبر 2013 | باريس تورز 2013                                               | الفائز في التصنيف العام                                                 |
| 01 يناير 2014  | بينشي-شيمي-بينشي 2014                                         |                                                                         |
| 09 فبراير 2014 | نجم بسجس 2014                                                 |                                                                         |
| 16 مارس 2014   | باريس-نيس 2014                                                | الأول في تصنيف النقاط                                                   |
| 30 مارس 2014   | غنت-وفلجم 2014                                                | الفائز في التصنيف العام                                                 |
| 01 مايو 2014   | إشبورن-فرانكفورت 2014                                         |                                                                         |
| 14 سبتمبر 2014 | طواف إسبانيا 2014                                             | الأول في تصنيف النقاط                                                   |
| 03 أكتوبر 2014 | طواف مونستر 2014                                              |                                                                         |
| 09 أكتوبر 2014 | باريس بورج 2014                                               | الفائز في التصنيف العام                                                 |
| 22 مارس 2015   | ميلان-سان ريمو 2015                                           | الفائز في التصنيف العام                                                 |
| 12 أبريل 2015  | سباق باريس روبيه 2015                                         | الفائز في التصنيف العام                                                 |
| 17 مايو 2015   | طواف بايرن 2015                                               |                                                                         |
| 14 أغسطس 2016  | سباق النرويج 2016                                             | الأول في تصنيف النقاط                                                   |
| 03 أكتوبر 2016 | طواف مونستر 2016                                              | الفائز في التصنيف العام                                                 |
| 25 يونيو 2017  | بطولة ألمانيا لسباق الدراجات على الطريق 2017                  |                                                                         |
| 25 يناير 2018  | تروفيو سيس سالينس 2018                                        | الفائز في التصنيف العام                                                 |
| 28 يناير 2018  | تروفيو بالما 2018                                             | الفائز في التصنيف العام                                                 |
| 01 يوليو 2018  | سباق الطريق للرجال في بطولة ألمانيا لسباق الدراجات على الطريق |                                                                         |
| 22 سبتمبر 2019 | جراند بريكس دي إسبيرجوس 2019                                  |                                                                         |

## وصلات خارجية
- الموقع الرسمي

## روابط خارجية
- جون ديجينكولب على موقع الاتحاد الدولي للدراجات (الإنجليزية)
- جون ديجينكولب على موقع أرشيف الدراجات (الإنجليزية)
- جون ديجينكولب على موقع إحصائيات الدراجات الإحترافية (الإنجليزية)
- جون ديجينكولب على موقع نسبة الدراجات (الإنجليزية)
- جون ديجينكولب على موقع CycleBase (الإنجليزية)
- جون ديجينكولب على موقع اللجنة الأولمبية الدولية (الإنجليزية)
- جون ديجينكولب على موقع أوليمبيديا (الإنجليزية)
- جون ديجينكولب على موقع اللجنة الأولمبية الألمانية (الألمانية)
- جون ديجينكولب على موقع AS.com (الإسبانية)